# JARA
JARA心動女孩是亞洲心動娛樂旗下的女子音樂團體，現任成員為Jazz薇軒、RainZ多莉、Ayako毛毛、Arya念念。